# Mountain Wohnanlage
Die Mountain Wohnanlage (dänisch: Bjerget, englisch: Mountain Dwellings) befindet sich im Stadtteil Ørestad in Kopenhagen, Dänemark. Sie besteht zu einem Drittel aus Wohnungen über einer mehrstöckigen Parkgarage, die die anderen zwei Drittel des Baukörpers ausmacht. Sie wurde vom dänischen Architekturbüro PLOT als zweites von drei Wohnprojekten der Reihe VM-Häuser in Ørestad entworfen und realisiert.

## Beschreibung
Die Wohnungen sind auf dem schräg abfallenden Dach des Parkhauses vom Straßenniveau bis zur 11. Etage terrassenförmig aufgestapelt und erzeugen so den Eindruck eines künstlichen, nach Süden ausgerichteten „Berghangs“. Zu jeder Wohnung gehört eine Außenfläche auf dem Dach der Wohnung davor, die tiefer liegt. Der daraus entstehende Eindruck individueller Einzelhäuser mit jeweils eigener Außenfläche ist ein Versuch, „Zentrumsnähe, Natur und Privatsphäre“ in Übereinstimmung zu bringen. Der Entwurf spielt durchgängig mit der Bergmetaphorik und dem Gegensatz zwischen Parkhaus-Atmosphäre und Idyll eines grünen Berghangs.

## Parkgarage

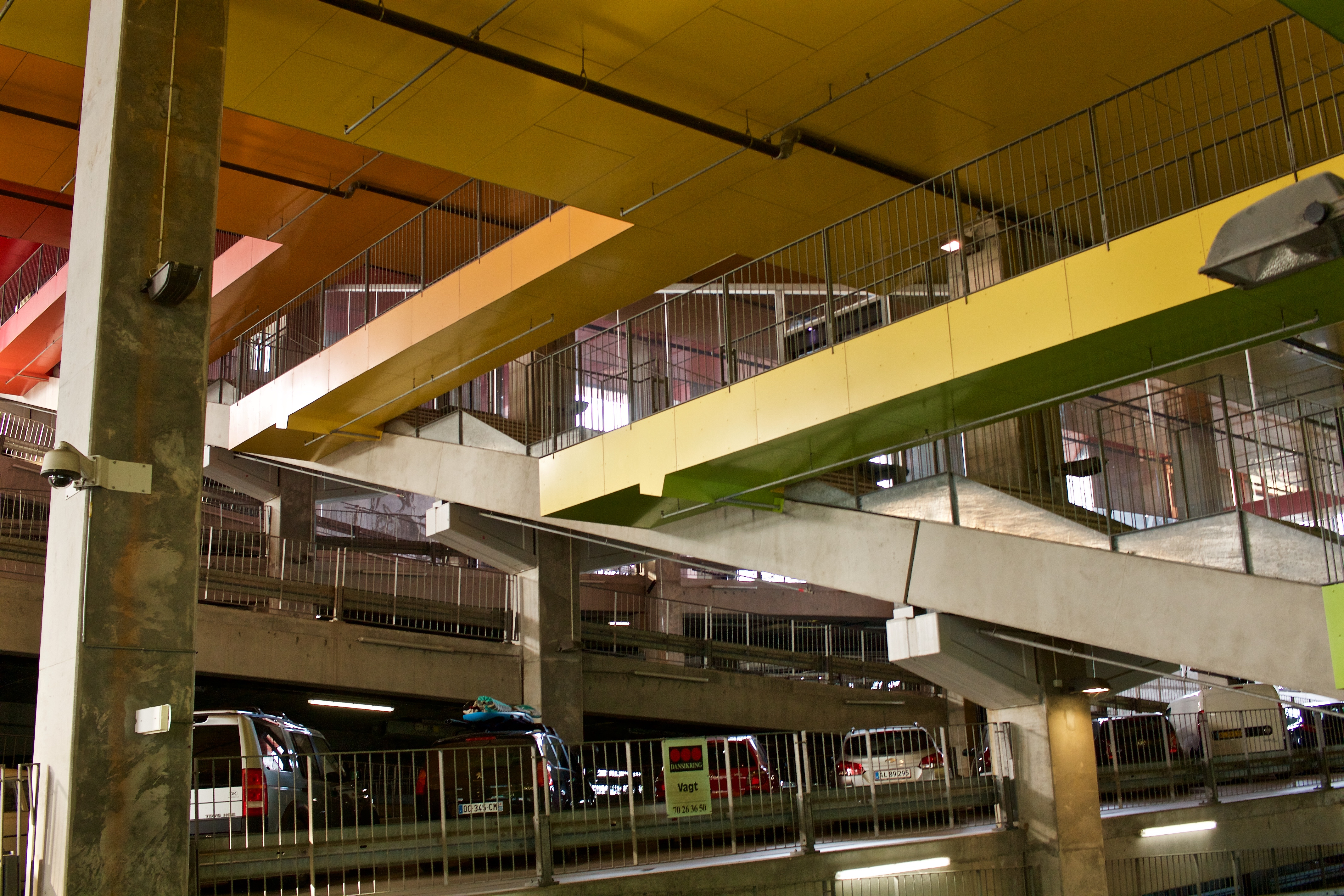
Innenraum

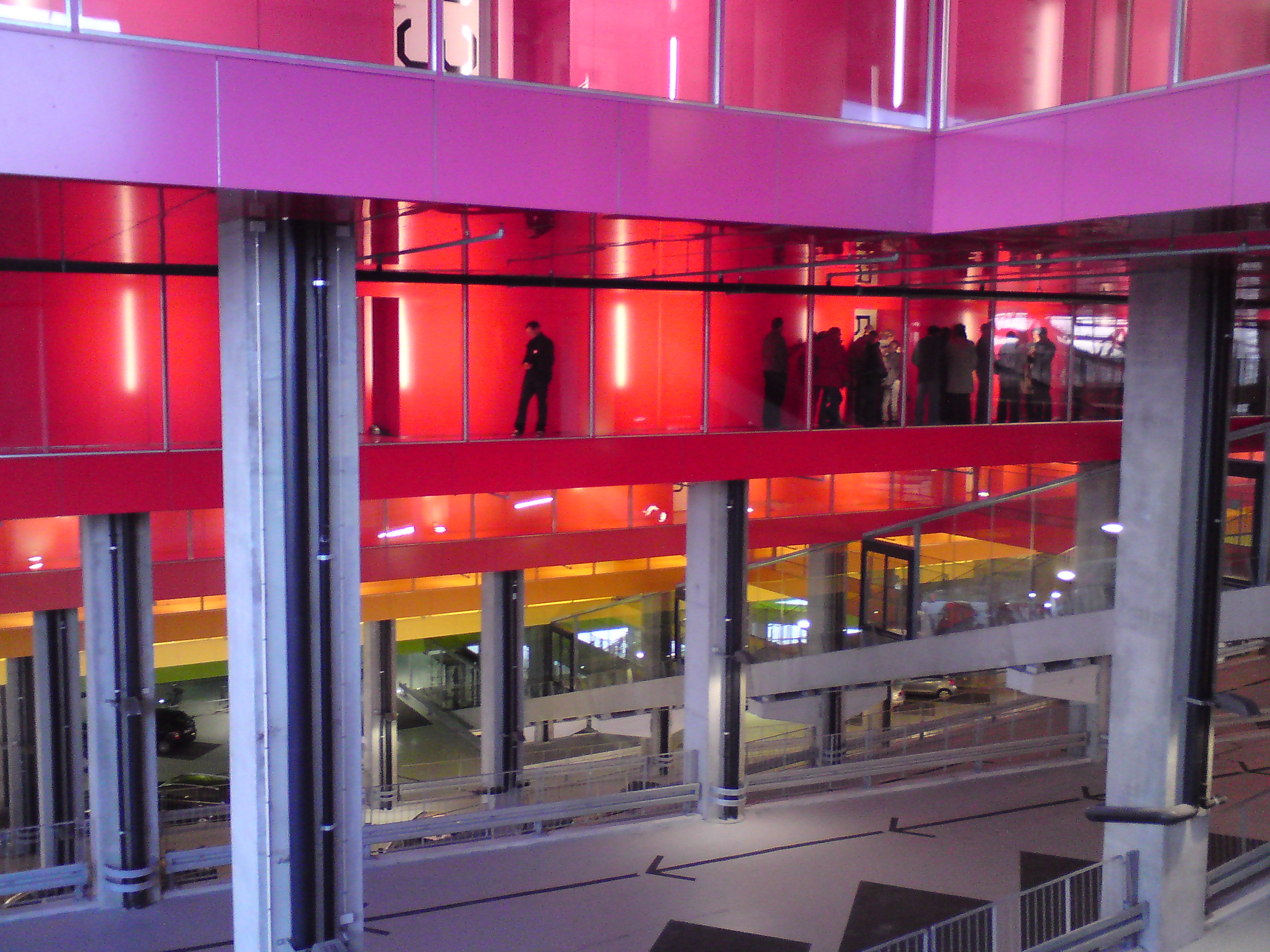
Innenraum

Das Parkhaus bietet Platz für 480 Autos. Seine Decken liegen bis zu 16 m hoch. Die Unterseite jeder Wohnungsebene ist mit Aluminium verkleidet, das in einem unverwechselbaren Farbschema aus psychedelischen Farbtönen lackiert ist. Sie stimmen exakt mit den Farben überein, die der dänische Möbeldesigner Verner Panton in den 1960er und 1970er Jahren in seinen Entwürfen verwendete. Die Farben bewegen sich symbolisch von Grün für die Erde über Gelb, Orange, Dunkelorange, Pink, Lila bis hin zu leuchtendem Blau für den Himmel.
Der zentrale Garagenbereich dient nicht nur als schräges Podest, auf dem die Wohneinheiten angeordnet sind und denen dadurch maximales Sonnenlicht und Aussicht zuteilwird, sondern auch als Atrium. Er enthält die Erschließung des Gebäudes und stellt den einzigen Zugang zu den Wohnungen dar. Eine Reihe von Metalltreppen führt durch den Hauptraum der Parkgarage. Sie eröffnen den Zugang zu den Fluren über hängende, industriell aussehende, mit Metall verkleidete Betonverbindungen, während sich ein in der Schweiz hergestellter Schrägaufzug im Skilift-Stil an der Wand der Garage entlang bewegt. Der Flur ist auf jeder Ebene innen und außen mit lackiertem Metall ummantelt und passend zum Fußboden in denjenigen Farbtönen gehalten, die auch im Hauptraum verwendet werden.

## Wohneinheiten
Das schräge Dach ist mit einer einfachen Lage aus 80 Penthäusern bedeckt. Jedes von ihnen hat einen L-förmigen Grundriss, eine Terrasse und einen kleinen Garten im Freien, die sich auf dem Dach des davor liegenden, tiefer angeordneten Penthauses befinden. Die Gestaltung ist von vorstädtischen Reihenhaussiedlungen, der L-förmige Grundriss in der Kombination mit einem kleinen Innenhof von Jørn Utzons Kingo-Häusern nördlich von Kopenhagen inspiriert.  Die Fassaden der Wohnungen zum Garten hin sind mit unbehandeltem Holz verkleidet und verstärken damit die organische und ruhige Atmosphäre der Umgebung.

## Kunstwerke und Zierelemente

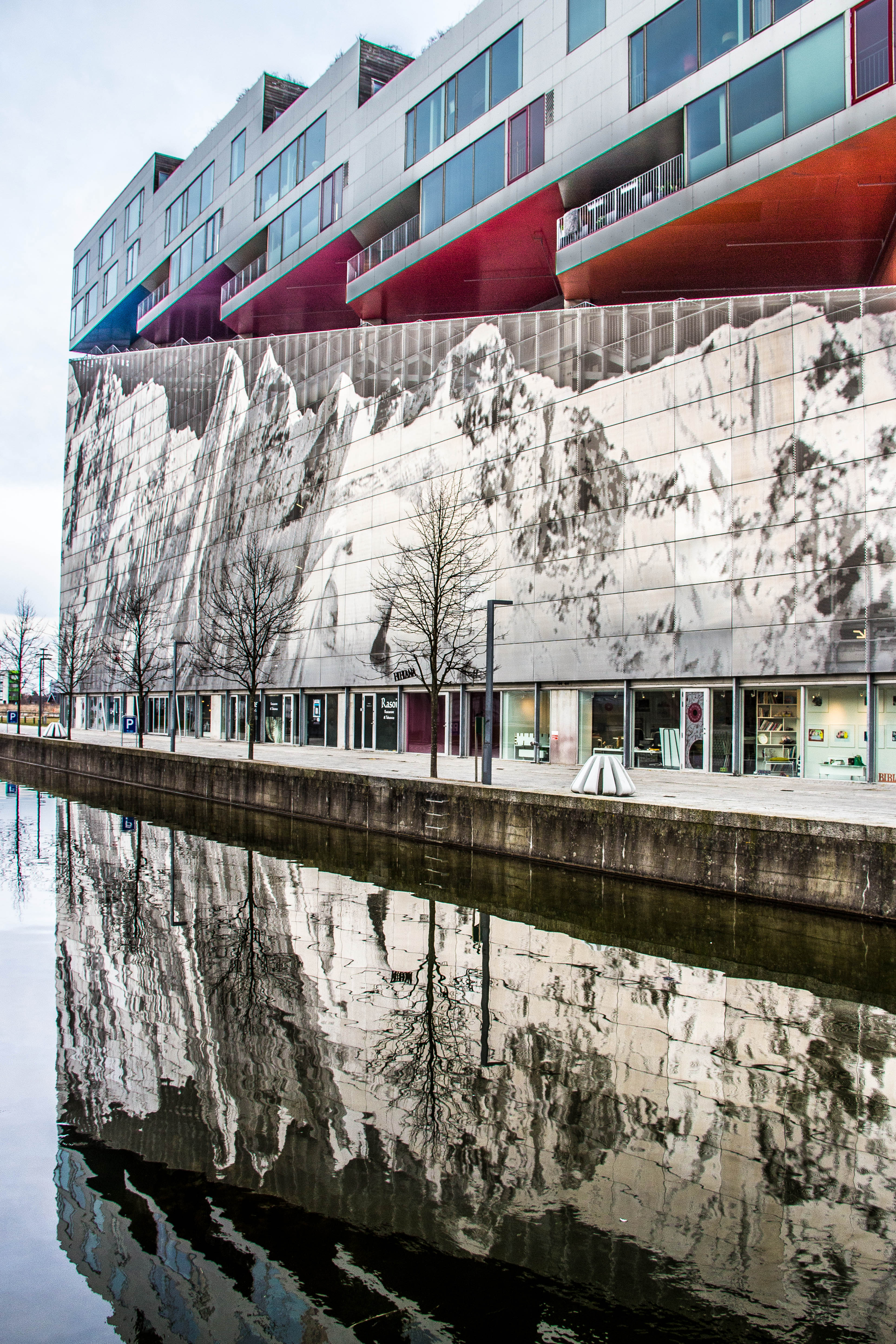
Das Himalaya-Motiv

### Himalaya-Panorama
Die Nord- und die Westfassade der Parkgarage zeigen ein 3.000 m² großes fotorealistisches Wandgemälde mit Himalaya-Gipfeln. Die Fassaden bestehen aus riesigen glänzenden Aluminiumplatten, die die Parkgarage vor Wind und Regen schützen. Sie sind perforiert, um Licht hereinzulassen und eine natürliche Belüftung zu ermöglichen. Durch die Größe der Löcher wird ein gerastertes Bild des Mount Everest erzeugt. Das Bild, das auf einem Auftragsfoto eines japanischen Himalaya-Fotografen basiert, musste allerdings verzogen werden, um es den Proportionen des Standortes anzupassen.

### Wandgemälde
Die Innenwände der Parkgarage sind mit einer Reihe von Wandgemälden des französischen Straßenkünstlers Victor Ash dekoriert, die Szenen von Wildtieren wie Elchen und Wölfen zeigen, die auf „Autobergen“ aus Autowracks stehen.

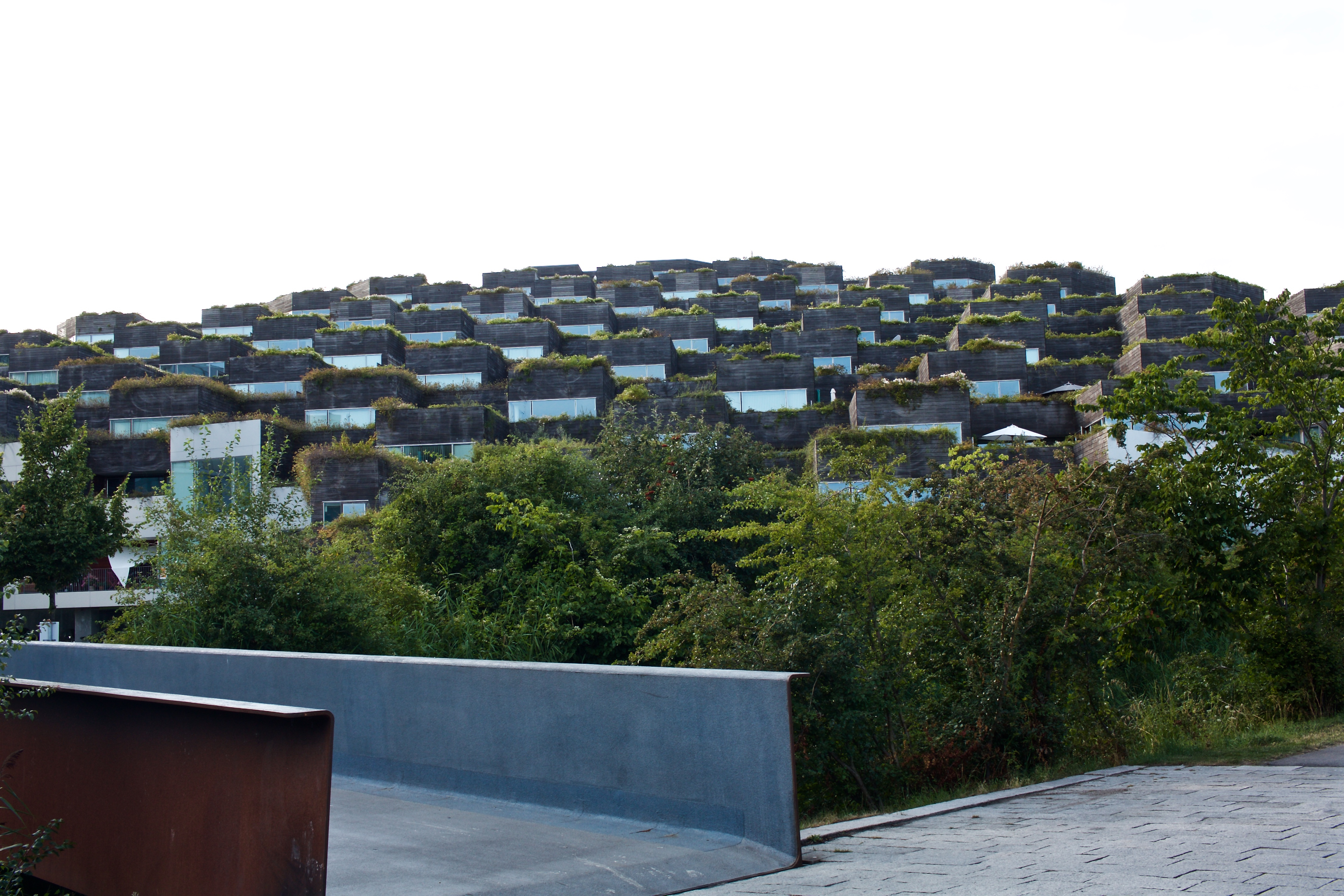
Der Berghang im März 2015

### Bepflanzung
Die Dachgärten sind von angehobenen Blumenbeeten in Form von Pflanzgeländern gesäumt, die den Blick auf benachbarte, tiefer gelegene Wohnungen verdecken sollen. Sie werden nach einem koordinierten Schema bepflanzt, wodurch sich die Farben und das Erscheinungsbild des Berghangs je nach Jahreszeit ändern. Die Anlage ist mit einem umfangreichen Bewässerungssystem ausgestattet, das Regenwasser sammelt und es zur automatischen Bewässerung der Dachgärten in Trockenperioden nutzt.

## Andere Nutzungen

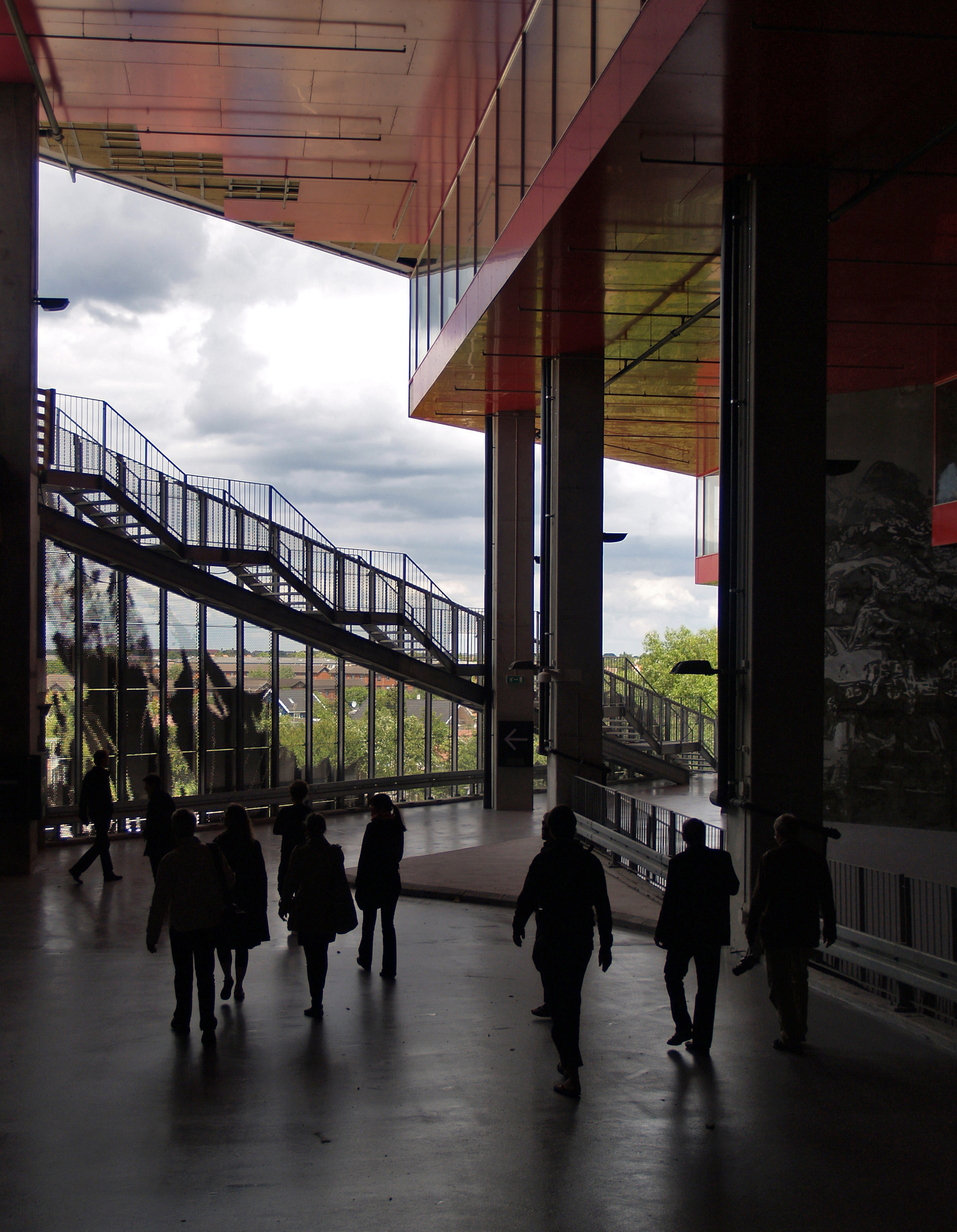
Auf dem Weg von der Parkgarage zu den Wohnungen

Zu besonderen Anlässen wird die Parkgarage für Veranstaltungen und Partys genutzt, beispielsweise für die Abschlussparty des Festivals «Copenhagen Distortion» im Jahr 2008.
Eine öffentliche Treppe an der Außenseite ermöglicht es der Öffentlichkeit, die Mountain Wohnanlage zu „erklimmen“, und ein örtlicher Bergsteigerverein beabsichtigte, eine Kletterwand an der Rückseite des Gebäudes in der Nähe des Gipfels installieren.
Die Mountain Wohnanlage ist in der Parkour-Dokumentation „My Playground“ zu sehen.

## Auszeichnungen
- 2009 ULI Award for Excellence[14]
- 2009 MIPIM Award für das beste Wohnprojekt[15]
- 2008 World Architecture Festival Award für das beste Wohngebäude
- 2008 Forum AID Award für das beste Gebäude in Skandinavien im Jahr 2008

## Bildergalerie

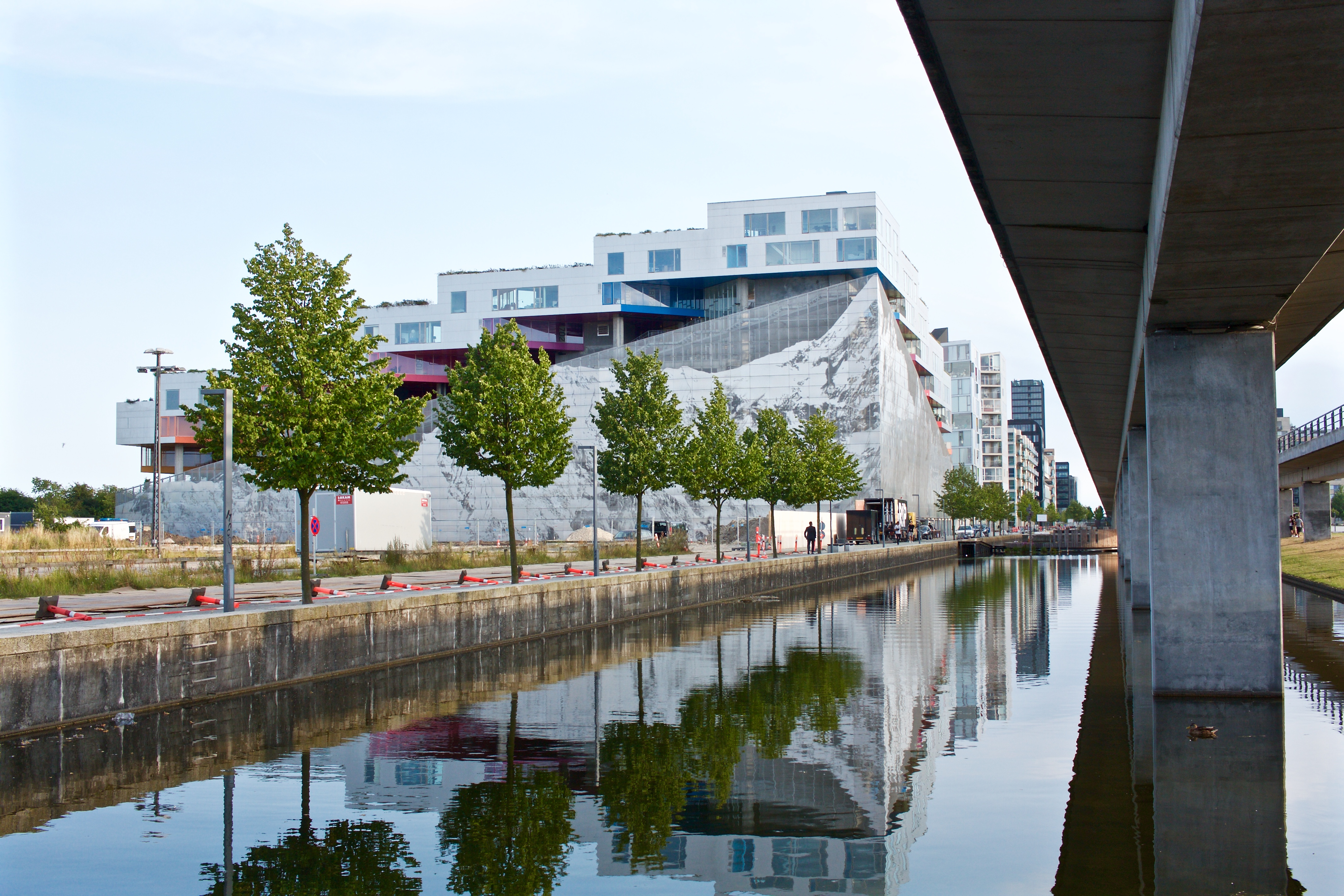
Ansicht von weitem
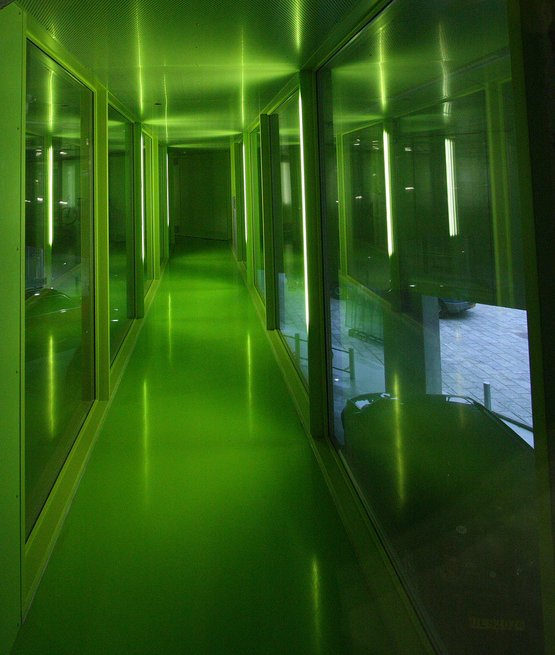
Der grüne Flur
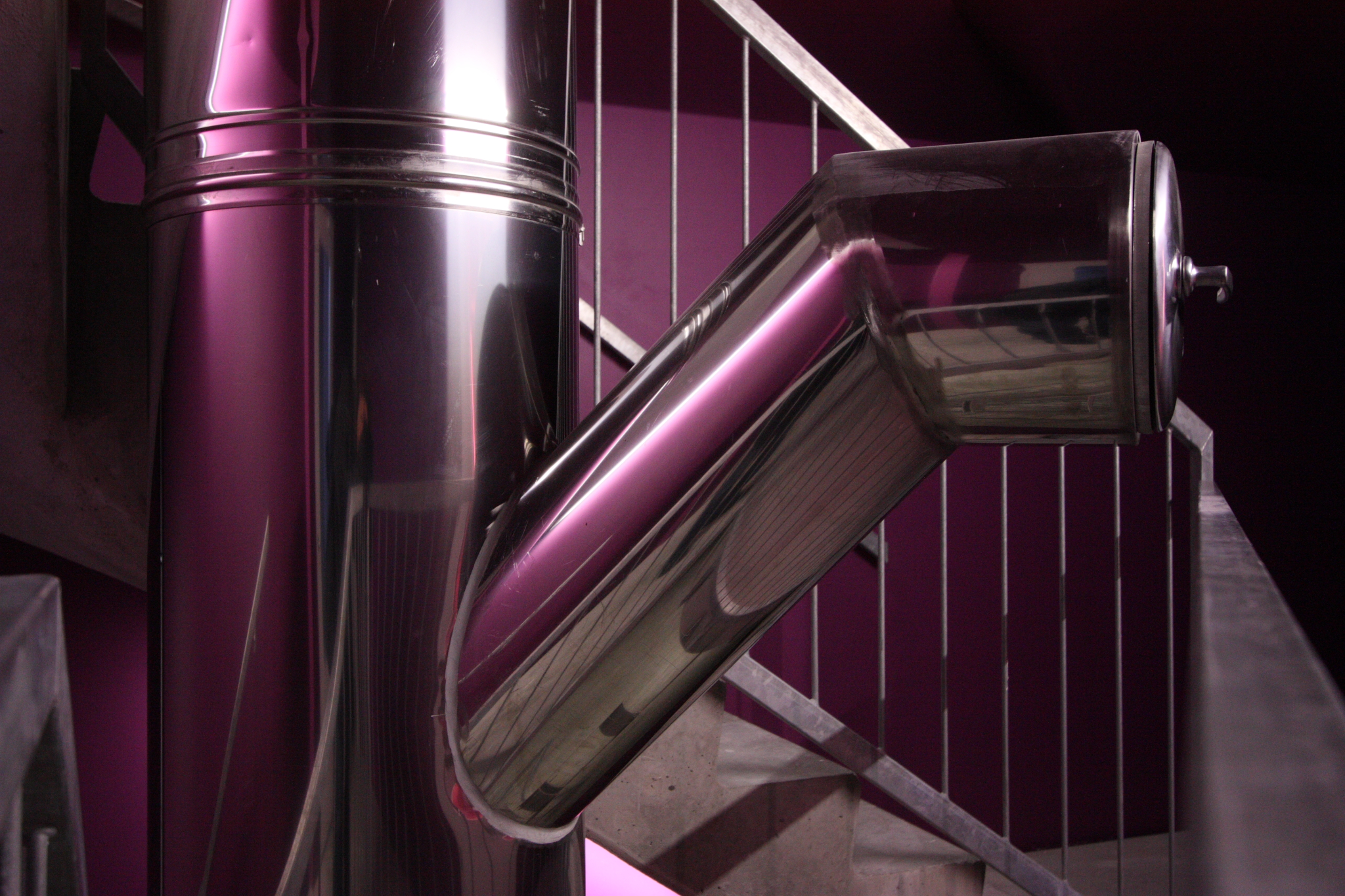
Violetter Müllschacht
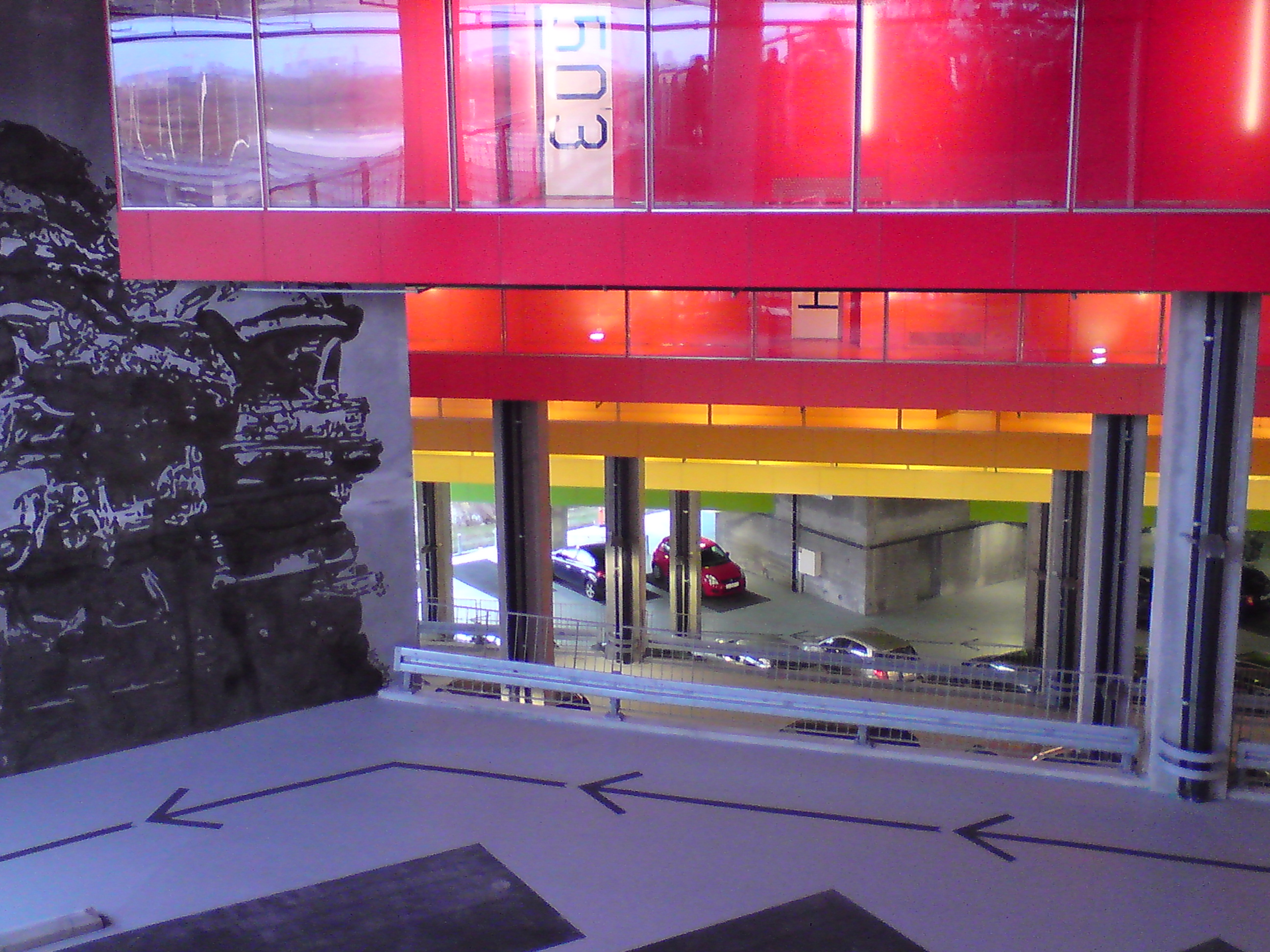
Innenansicht mit Wandbild
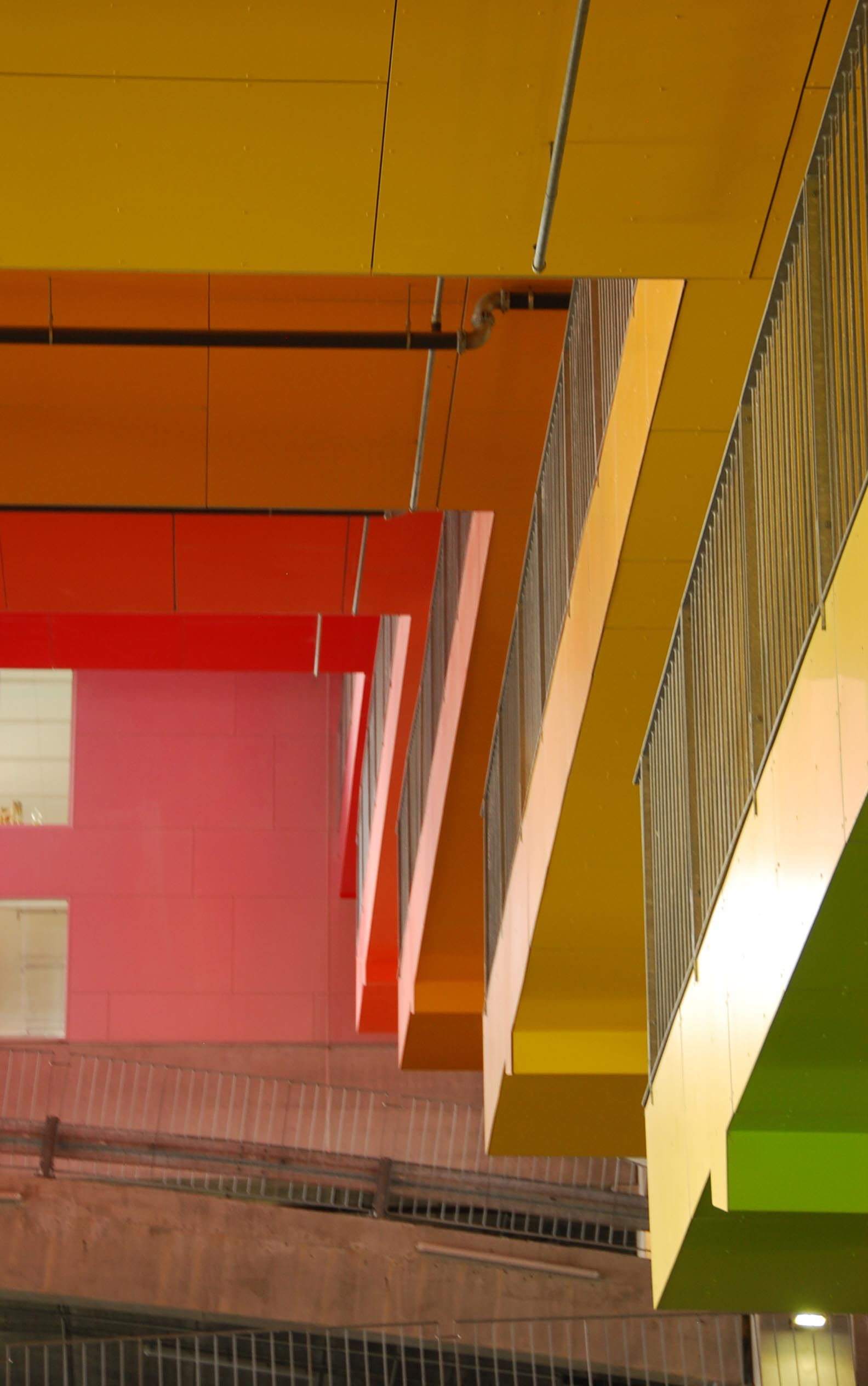
Innenansicht